# Youssouf Mohamed
Youssouf Mohamed Effendi ou Youssouf Mohammed Effendi était un arbitre égyptien de football des années 1920 et 1930. Il a arbitré des matchs olympiques et des matchs éliminatoires des coupes du monde 1934 et 1938. Il fut une fois arbitre de touche durant la Coupe du monde 1934 (Tchécoslovaquie-Suisse 3-2 en quarts-de-finale).

## Carrière
Il a officié dans des compétitions majeures :
- JO 1924 (1 match)
- JO 1928 (2 matchs)